# Ryuta Sakurai
Ryuta Sakurai (ur. 8 września 1971 w Mito) – japoński zawodnik mieszanych sztuk walki (MMA) wagi średniej, który walczył dla wielu organizacji takich jak m.in. KSW, Shooto, Pancrase czy Pride FC. Jego pseudonimu Mr. DEEP powstał na skutek stoczenia wielu walk dla federacji Deep, gdzie był mistrzem w tej federacji. Uzyskał rozpoznawalność w Polsce dzięki dwóm walkom stoczonym z Mamedem Chalidowem.

## Kariera
Ryuta pierwszą zawodową walkę stoczył na gali Lumax Cup — Tournament of J '96. W trakcie tego wydarzenia pokonał Katsuhisa Fujii poprzez decyzję sędziowską. Dzięki wieloletnim występom zdobył status weterana sztuk walk w Japonii i na świecie. Łącznie do roku 2021 stoczył 59 walk, w których zwyciężył 27 razy, odniósł 26 porażek oraz 6 walk zostało uznanych za remis. W Europie popularność zdobył dwukrotnie mierząc się z legendą MMA — Mamedem Chalidowem. Pierwsza z walk odbyła się na gali KSW 13 i została zakończona remisem. W rewanżu podczas gali KSW 25 Ryuta Sakurai został poddany poprzez duszenie trójkątne już w pierwszej rundzie. Ostatnią walkę stoczył w roku 2021 na gali GRACHAN 48, gdzie przegrał poprzez decyzję sędziów.

## Osiągnięcia sportowe[1]
- 1998: Zwycięzca 5-tego turnieju All Japan Amateur Shooto w wadze półciężkiej.
- 2004: mistrz Deep w wadze średniej.
- 2019: mistrz Grachan w wadze półśredniej.